# Komárov u Soběslavi
Komárov (deutsch Komarau, auch Komarow) ist eine Gemeinde in Tschechien. Sie liegt acht Kilometer westlich von Soběslav in Südböhmen und gehört zum Okres Tábor.

## Geographie

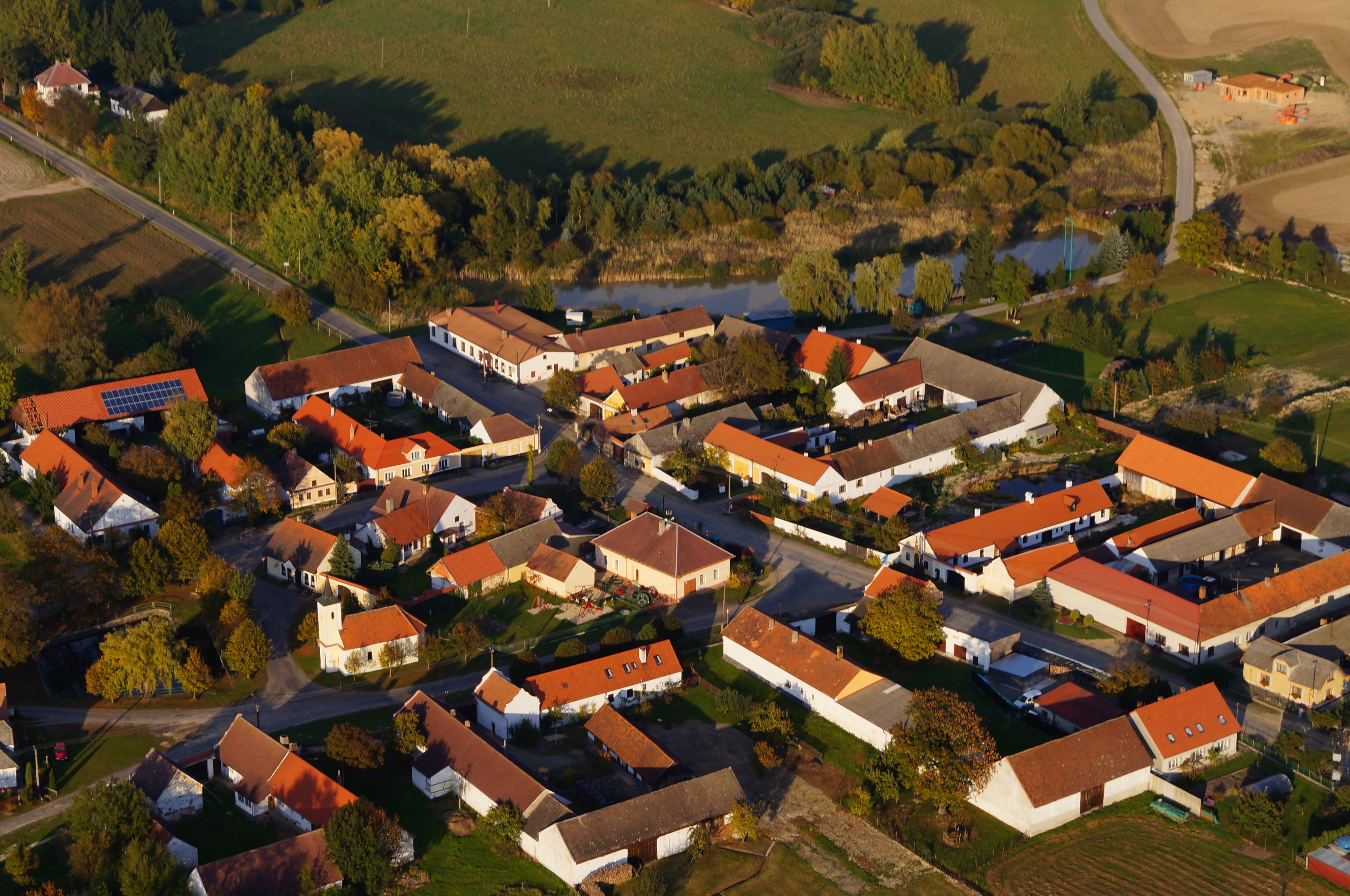
Ortsansicht

Komárov befindet sich südlich des Bechiner Hügellandes (Bechyňská pahorkatina) auf einem Landrücken im Nordwesten der zum Wittingauer Becken gehörigen Teichlandschaft Soběslavská Blata im Quellgebiet der Komárovská stoka. Nördlich liegen die Teiche Horní Benešův rybník, Dolní Benešův rybník und Komárovský rybník, östlich die Nadějka und Naděje und im Westen der Rožberk (Rosenberger Teich). Das Dorf ist an drei Seiten von Wäldern umgeben. Gegen Norden erstreckt sich der Naturpark Černická obora, südöstlich das Moorgebiet Borkovická blata.
Nachbarorte sind Benešovská Hajnice, Komárovská Hajnice, Černice, Vyhnanice und Hlavatce im Norden, Rytířský Mlýn und Svinky im Nordosten, Naděje, Vlastiboř und Záluží im Osten, Jitra, Borkovický Dvůr und Borkovice im Südosten, Mažice, Zálší, Klečaty und Kozelka im Süden, Korákovská Hájovna, Korákov, Markovna, Krakovčice, Čenkov u Bechyně, Havlice und Záhoří im Südwesten, Hvožďánek, Hodětín, Čečkov und Blatec im Westen sowie Nová Ves und Sudoměřice u Bechyně im Nordwesten.

## Geschichte
Die erste schriftliche Erwähnung von Komárov erfolgte 1492. Im Jahre 1510 kaufte der Pfandherr der Herrschaft Thein, Jan Čabelický von Soutice, die Feste Březnice mit den Dörfern Březnice und Komárov sowie dem Hof Naděje. Wenig später verpachtete Čabelický Naděje für 260 Gulden an den Sobieslauer Bürger Antonín Skočdopole.
Im Jahre 1840 bestand Komarow aus 37 Häusern mit 266 Einwohnern. Im Dorf gab es ein Wirtshaus. Zu Komarow gehörten der abseitig gelegene herrschaftliche Meierhof Nadieg (Naděje) sowie das Beneschauer und das Komarower Hegerhaus. Pfarr- und Schulort war Hlawatetz. 1845 wurde der Hof Nadieg an den Bechiner Bürger Gabriel Švestka verpachtet. Bis zur Mitte des 19. Jahrhunderts blieb Komarow immer nach Bechin untertänig.
Nach der Aufhebung der Patrimonialherrschaften bildete Komárov/Komarow ab 1850 eine Gemeinde in der Bezirkshauptmannschaft Milevsko/Mühlhausen und dem Gerichtsbezirk Bechyně/Bechin. Wegen der schlechten Straßenverbindung nach Bechin und der weiten Entfernung zu Mühlhausen versuchte die Gemeinde mehrfach um eine Überweisung in den Gerichtsbezirk Sobieslau. Nachdem es wegen der wasserundurchlässigen Lehmböden rund um Komárov häufig zu Überschwemmungen gekommen war, erfolgte 1925 die Melioration der Gegend. Ein ausgedehntes Grabensystem leitet das Wasser seitdem über die Blatská stoka als Hauptentwässerungsgraben der Soběslavská Blata nach Veselí nad Lužnicí zur Lainsitz ab. Nach der Auflösung des Okres Milevsko wurde die Gemeinde 1948 Teil des Okres Soběslav. Nach dessen Aufhebung Ende 1960 wurde Komárove dem Okres Tábor zugeordnet. Zu Beginn des Jahres 1976 wurde Komárov nach Vlastiboř eingemeindet. Nach einem Referendum löste sich das Dorf zum 24. November 1990 wieder von Vlastiboř los und bildete eine eigene Gemeinde.
Traditionell erfolgt jährlich im Mai im Sumpfland um Naděje der Stich der borky. Die nach der Trocknung gewonnenen Torfziegel dienen als billiger Brennstoff.

## Gemeindegliederung
Für die Gemeinde Komárov sind keine Ortsteile ausgewiesen. Zu Komárov gehören die Einschichten Benešovská Hajnice, Komárovská Hajnice und Naděje.

## Sehenswürdigkeiten
- Ensemble von prächtigen Giebelhöfen im Blatastil des südböhmischen Bauernbarock am Dorfplatz; die mit farbigem Putz und weißen Stuckreliefs verzierten Wohngebäude und Speicher entstanden im 19. Jahrhundert. Der Ortsumbau von gezimmerten zu gemauerten Gehöften begann in Komárov frühzeitig. Der älteste gemauerte Bau ist der Speicher des Hofes Nr. 4. Weitere Gebäude entstanden in den 1830er Jahren, sie wurden wahrscheinlich durch den Maurermeister Jan Šoch errichtet. Ab 1862 erfolgte der Bau weiterer Höfe durch den Vlastibořer Maurermeister Martin Paták und dessen Sohn Jan. 1995 wurde das historische Dorfzentrum zum ländlichen Denkmalschutzgebiet erklärt.
- Naturdenkmal Borkovická blata, südöstlich des Ortes; vom Hegerhaus Jitra führt ein Naturlehrpfad in das Torfmoor mit Aussichtsturm
- Denkmal für die Gefallenen des Ersten Weltkrieges
- Kapelle des hl. Johannes von Nepomuk am Dorfteich, erbaut im 19. Jahrhundert

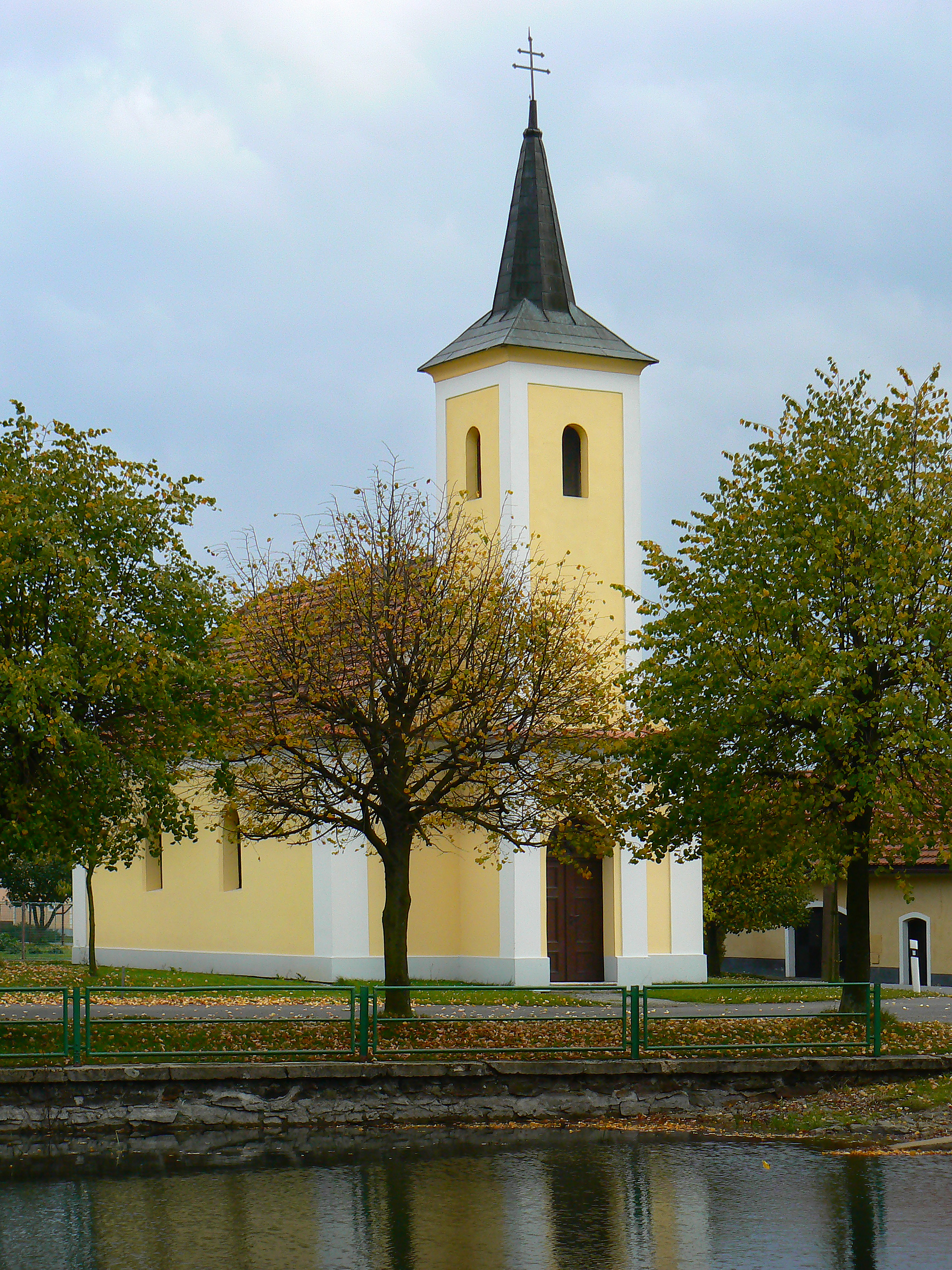
Dorfteich mit Kapelle des hl. Johannes von Nepomuk
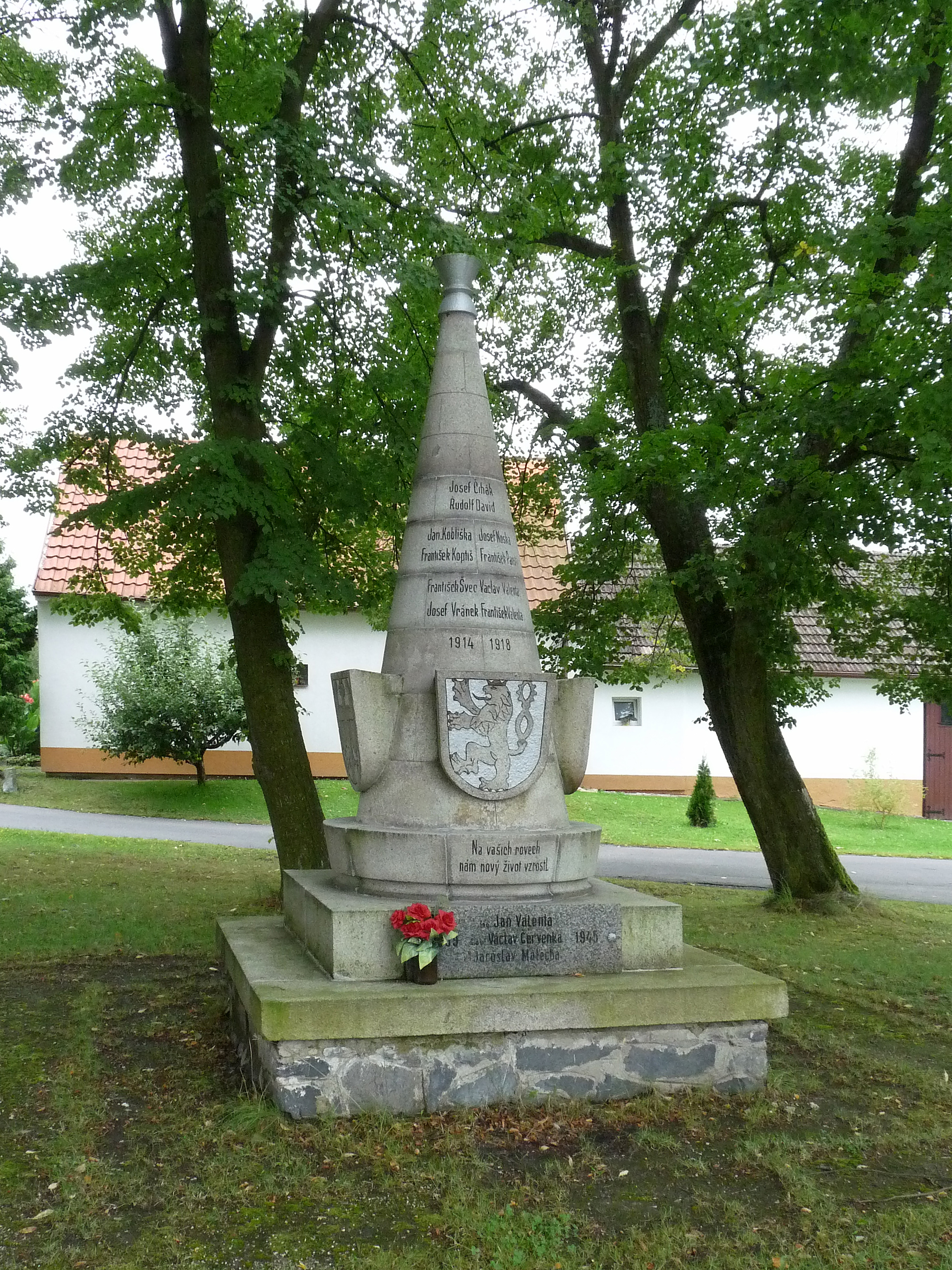
Denkmal für die Gefallenen des Ersten Weltkrieges
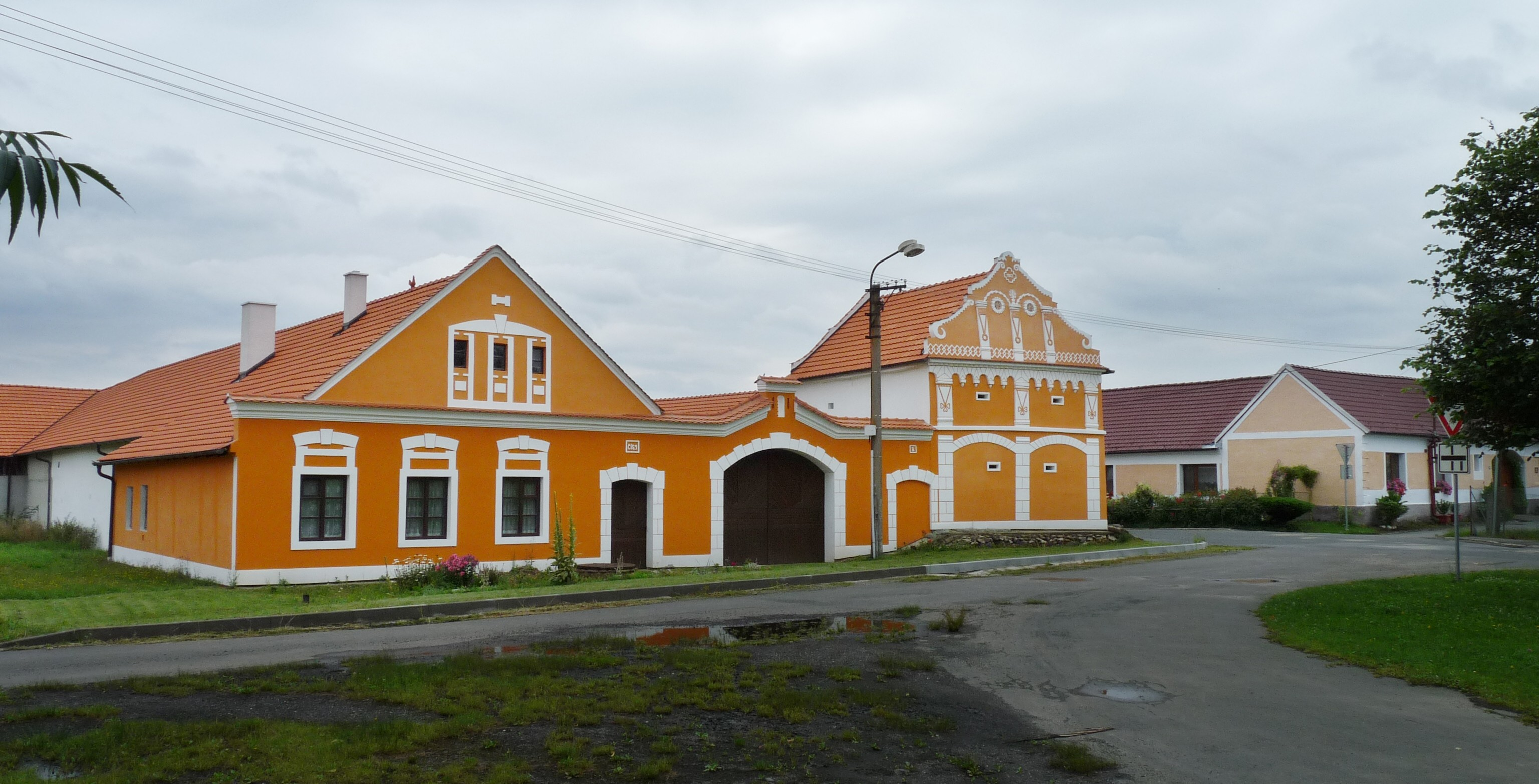
Gehöft Nr. 1, errichtet 1862 von Martin Paták
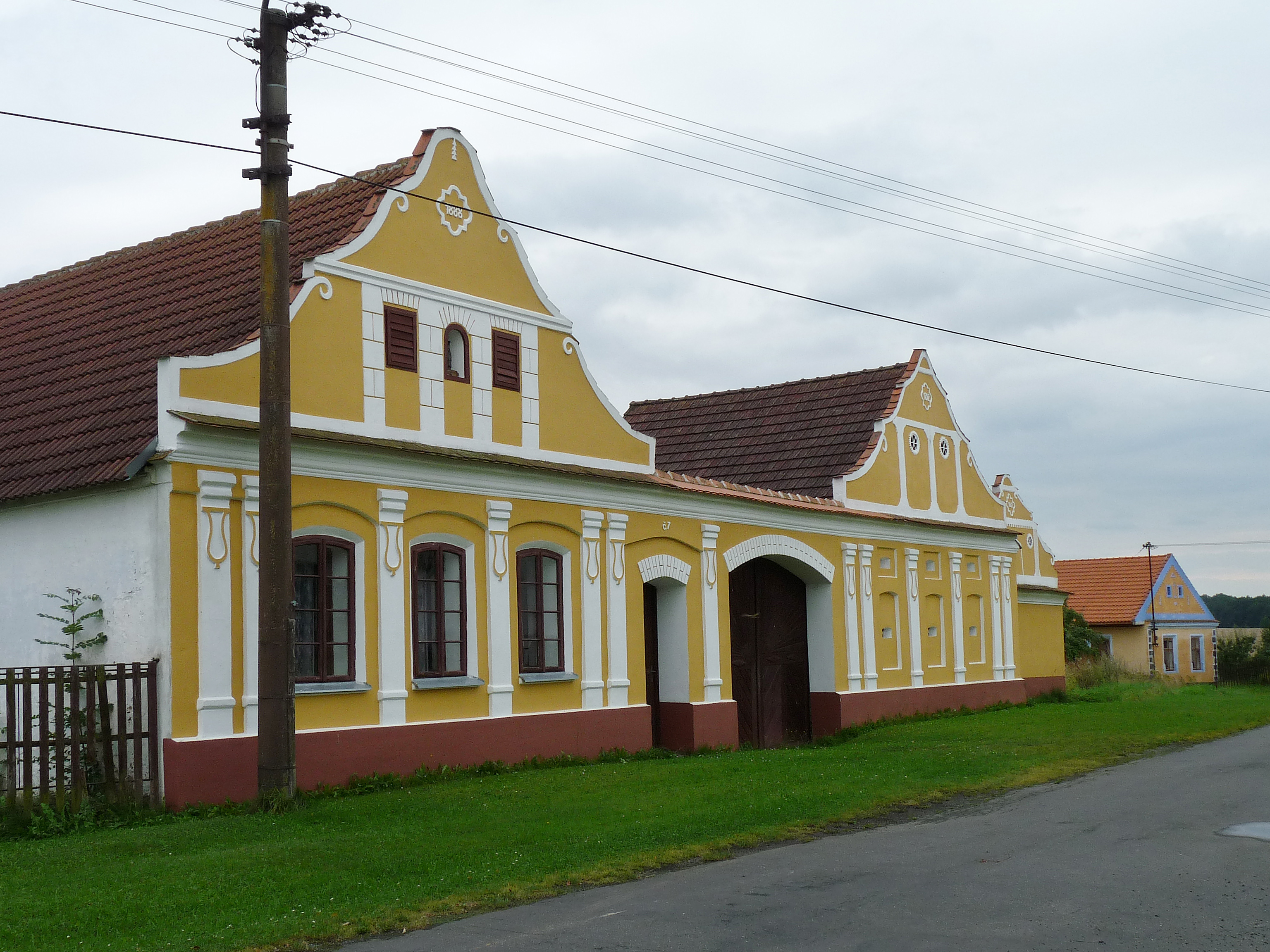
Gehöft Nr. 7, errichtet 1888 von Jan Paták
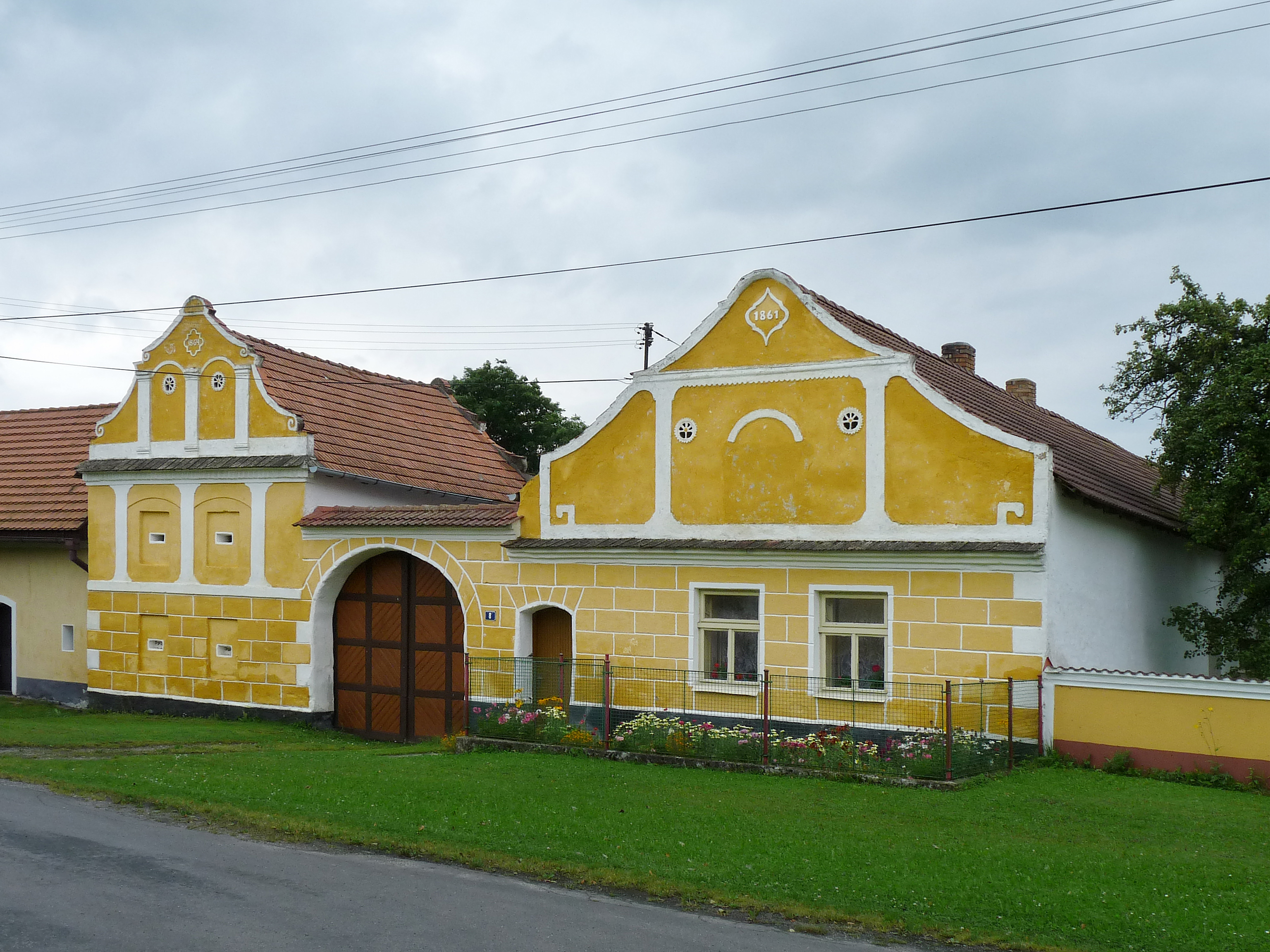
Gehöft Nr. 8, errichtet 1861

## Söhne und Töchter der Gemeinde
- Bedřich Dubský (1880–1957), Lehrer und Archäologe